# زمین‌لرزه ۱۹۹۵ نفته‌گورسک
زمین‌لرزه نفته‌گورسک  در تاریخ ۲۷ مه ۱۹۹۵ میلادی، برابر با ‎۶ خرداد ۱۳۷۴، ساعت ۱۳:۰۳:۵۲ به زمان یوتی‌سی در روسیه ، منطقه نفته‌گورسک رخ داد. ژرفای این زلزله ۱۷٫۵ کیلومتر بود، و بزرگی آن ۷ در مقیاس Mw اعلام شده‌است. زمین‌لرزه به وقت محلی در روز یکشنبه، ساعت ۰ روی داده و منطقه زمانی آن یوتی‌سی +۱۱ بوده‌است (با لحاظ تغییر ساعت تابستانی).
سازمان زمین‌شناسی آمریکا نیز رومرکز این زمین‌لرزه را در مختصات ۵۲°۳۷′۴۴″شمالی ۱۴۲°۴۹′۳۷″شرقی / ۵۲٫۶۲۹°شمالی ۱۴۲٫۸۲۷°شرقی و ژرفای آنرا در ۱۱ کیلومتر گزارش کرده‌است. بزرگی برگزیدهٔ این سازمان از میان بزرگیهای محاسبه‌شدهٔ مختلف ۷٫۱ در مقیاس Mw بوده و از دید اثر، در میان چهار دسته‌بندی «نامحسوس»، «محسوس»، «زیان‌آور» یا «با تلفات»، زلزله را «با تلفات» اعلام کرده‌است.
پروژهٔ «تنسور گشتاور مرکزوار» زاویه‌های (راستا، شیب، ریک) گسل سازندهٔ زمین‌لرزه و صفحه عمود بر آنرا (°۲۸۷، °۷۹، °۸) یا (°۱۹۶، °۸۲، °۱۶۹) و نوع گسل را «امتدادلغز» فرارسانده‌است.
شمار کشتگان زلزله حدود ۱۹۹۵ نفر بوده‌است.تعداد زخمیان ۷۵۰ نفر برآورده شده‌است.